# Zalesie Śląskie (stacja kolejowa)
Zalesie Śląskie – nieczynna stacja kolejowa w miejscowości Zalesie Śląskie, w województwie opolskim, w powiecie strzeleckim, w gminie Leśnica, w Polsce.